# واچلیا سیال
واچلیا سیال (نام علمی: Acacia seyal) نام یک گونه از سرده اقاقیا است.